# Arthrocnodax minutus
Arthrocnodax minutus är en tvåvingeart som först beskrevs av Johannes Winnertz 1853.  Arthrocnodax minutus ingår i släktet Arthrocnodax och familjen gallmyggor.
Artens utbredningsområde är Tyskland. Inga underarter finns listade i Catalogue of Life.